# International House (film, 1933)
Pour plus de détails, voir Fiche technique et Distribution.
International House est un film américain réalisé par A. Edward Sutherland et sorti en 1933.

## Synopsis
À l'International House, un grand hôtel de la ville de Wuhu en Chine, le Dr Wong lance un appel d'offres pour les droits de son radioscope, une sorte de télévision. Contrairement à la vraie télévision, son engin n'a pas besoin de caméra car il peut observer des événements partout dans le monde comme s'il s'agissait d'un télescope électronique pénétrant dans le sol, comprenant aussi le son.
Le professeur Henry R. Quail est l'une des nombreuses personnes à se rendre à l'hotel mais pas pour acquérir ou dérober l'invention du Dr Wong. Il avait l'intention d'atterrir à Kansas City avec son autogire mais ce denrier a dévié de sa trajectoire à cause du vent. Peggy Hopkins Joyce, quatre fois divorcée, se rend également à l'Hotel, tout évitant l'un de ses ex-maris, le général russe Petronovich très jaloux. Tommy, un représentant d'une compagnie électrique américaine, espère acheter l'invention de Wong et épouser enfin sa bien-aimée Carol. Le Dr. Burns et son assistante maladroite, l'infirmière Allen, s'occupent de la mise en quarantaine de l'hôtel, tandis que l'afflut de tout ce monde génère l'exaspération du directeur de l'hôtel.
Le Dr Wong est particulièrement désireux d'observer une course de vélo en salle à New York mais au lieu de cela, il réussit à faire venir un chef d'orchestre ainsi qu'un duo de chanteurs et une troupe de comédiens. Finalement, Tommy gagne les droits du radioscope et épouse sa dulcinée, tandis que Peggy Hopkins Joyce, ayant appris que le professeur Quail est millionnaire, s'attache à lui. Ce dernier s'échappe avec elle après une course poursuite dans l'hôtel avant de sauter dans la soute de son autogire et de décoller.

## Fiche technique
- Réalisation : A. Edward Sutherland
- Scénario : Francis Martin, Walter DeLeon
- Photographie : Ernest Haller
- Producteur : Emanuel Cohen
- Production : Paramount Pictures
- Musique : Howard Jackson, John Leipold, Ralph Rainger
- Durée : 68 minutes
- Dates de sortie: 
  - États-Unis : 27 mai 1933

## Distribution
- Peggy Hopkins Joyce : elle-même
- W. C. Fields : Prof. Henry R. Quail
- Stuart Erwin : Tommy Nash
- George Burns :Doctor Burns
- Gracie Allen : Nurse Allen[1]
- Sari Maritza : Carol Fortescue
- Lumsden Hare : Sir Mortimer Fortescue
- Bela Lugosi : Gen. Nicholas Petronovich
- Franklin Pangborn : directeur de l'hôtel
- Edmund Breese : Dr. Wong

## Production
Le 10 mars 1933, un tremblement de terre se produit pendant la production, et un film d'actualité de Paramount montre une séquence montrant les acteurs de la distribution sur le plateau en train de réagir au tremblement de terre. Cependant il s'est avéré que cette séquence a été simulée après coup par Edward Sutherland et W.C. Fields pour la promotion du film.